# マイケル・キニオン

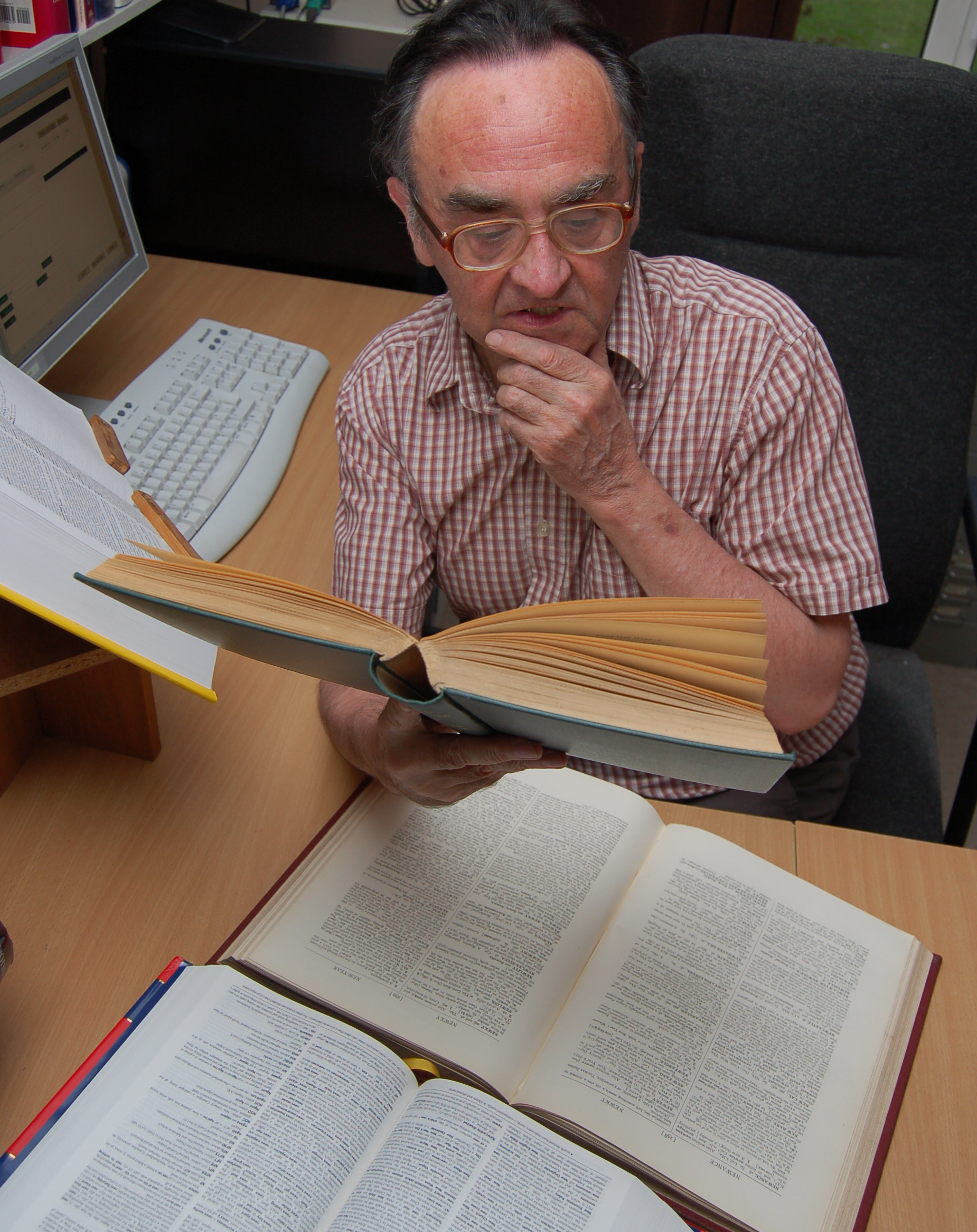
マイケル・キニオン

マイケル・キニオン（Michael Quinion、1943年 - ）は、イギリスの語源研究家、作家。「World Wide Words」という、言語学のためのウェブサイトを運営している。ケンブリッジ大学で物理学を学び、英国放送協会 (BBC)のラジオ制作部門でスタジオ・マネジャー（日本でいうディレクター）として働いていた。

## 作家として
キニオンは、『オックスフォード英語辞典』や、1996年に出版された『オックスフォード新語辞典 第2版』に幅広く貢献した。その後、 接辞（接頭辞・接尾辞）の辞書である『Ologies and Isms』(2002年)や、『Port Out, Starboard Home: And Other Language Myths』(2004年)（米国での書名は『Ballyhoo, Buckaroo, and Spuds: Ingenious Tales of Words and Their Origins』）、『Gallimaufry: A Hodgepodge of Our Vanishing Vocabulary』(2006年) を出版した。これとは別に、果樹園芸とサイダー（リンゴ酒）造りの本も2冊出しており、『Cidermaking』が Shire Publications から、『A Drink for its Time』が、キニオン自身がキュレーターを務めるヘレフォードシャー州ヘレフォード(Hereford)のサイダー博物館から出版されている。

## World Wide Words
キニオンが著作者であり、ウェブマスターとなっているウェブサイト「World Wide Words」は、英語における言葉や言い回しの意味や由来についての情報が集められ、語源、文法、新語、文体、書評など、幅広い問題が取り上げられている。このサイトでは、世界各地で使われている英語についてイギリスの観点からの研究がなされている。
「World Wide Words」には、言葉に関する話題、奇妙な言葉、言葉や言い回しの起源についての記事、サイト閲覧者からの質問への回答などの膨大なデータベースがある。無料の週刊ニューズレターが提供されており、次の週にデータベースへ追加される予定の記事が掲載されている。データベースでの公開までに余裕があるため、ニューズレターの読者が、追加的な考察や論評を寄せることもあり、その一部は最終的にデータベースで公開される記事に盛り込まれることもある。
キニオンが記事の中で繰り返し取り組んでいるのは、民間語源への批判である。こうした語源に関する俗説は、言葉や表現の起源について、誤解を招くような、また根拠のない説明をすることで、本当の起源を判らなくしてしまうことがよくある。キニオンの著作『Port Out, Starboard Home: And Other Language Myths（Ballyhoo, Buckaroo, and Spuds: Ingenious Tales of Words and Their Origins』では、そのような誤った語源説の例が多数扱われている。